# 1991年全国学生躰道優勝大会
1991年全国学生躰道優勝大会（1991ねんぜんこくがくせいたいどうゆうしょうたいかい）は、1991年に東京都足立区の東京武道館で開催された第25回全国学生躰道優勝大会である。

## 概要
日本学生躰道協会主催。会場を東京武道館に移して2回目の全国学生躰道優勝大会であった。

## キャッチフレーズ
なし

## 競技結果
| 種目     | 金                                                    | 銀                                                                | 銅                                                                | 4位                                              |
| 総合     | 大東文化大学 （99点）                                 | 城西大学 （26点）                                                 | 東京国際大学 （21点）                                             | 東京医科歯科大学 （17点）                        |
| 男子     |                                                       |                                                                   |                                                                   |                                                  |
| 団体実戦 | 大東文化大学 甘利正樹・森・土屋聡明・都築寿・門馬有希 | 城西大学 神谷譲・鈴木潤也・藤永・加藤・大石                       | 東京国際大学 竹之内雅広・桑原昌裕・斉藤・丸山哲也・谷             | 拓殖大学 佐藤・渡邉・丹井田健・長木・大西        |
| 個人実戦 | 甘利正樹 大東文化大学                                 | 藤原映久 北海道大学                                               | 神谷譲 城西大学                                                   | 門馬有希 大東文化大学                            |
| 個人法形 | 丹井田健 拓殖大学                                     | 門馬有希 大東文化大学                                             | 塩崎智彦 東京医科歯科大学                                         | 土屋聡明 大東文化大学                            |
| 女子     |                                                       |                                                                   |                                                                   |                                                  |
| 個人実戦 | 泉直子 大東文化大学                                   | 市川玲子 福島県立医科大学                                         | 立入さち子 大東文化大学                                           | 荒井尚子 大東文化大学                            |
| 個人法形 | 渡嘉敷悦子 大東文化大学                               | 法月奈津子 大東文化大学                                           | 石田直子 城西大学                                                 | 泉直子 大東文化大学                              |
| 男女     |                                                       |                                                                   |                                                                   |                                                  |
| 団体法形 | 大東文化大学A 森・江並・都築寿・保田雄司・菊池誠      | 大東文化大学B 渡嘉敷悦子・泉直子・辻・宮川聖美・法月奈津子        | 東京医科歯科大学 塩崎智彦・鹿島田健一・板倉潤・福本弘二・小椋一郎 | 東京国際大学A 佐藤・樫村・木村・小峰・小林       |
| 団体展開 | 大東文化大学A 甘利・小原・土屋・千葉・三宅・菊地      | 東京医科歯科大学 福本弘二・小椋一郎・板倉潤・加藤・岡本・塩崎智彦 | 東京国際大学B 竹之内雅広・桑原昌裕・丸山哲也・関岡・横田・河野    | 東京国際大学A 佐藤・樫村・木村・小峰・小林・栗原 |
| 新人団法 | 城西大学 荒木・池内・榎本・津村・中村                 | 大東文化大学A 関口・信濃・ダルニー・中村・矢島                    | 東京国際大学A 新井・佐々木・久島・権田・小達                      | 東京国際大学B 鈴木・佐藤・根岸・佐藤・橋本       |

| 最優秀選手 | 甘利正樹 大東文化大学 |                         |                 |                     |                           |
| 優秀選手   | 泉直子 大東文化大学   | 渡嘉敷悦子 大東文化大学 | 神谷譲 城西大学 | 藤原映久 北海道大学 | 市川玲子 福島県立医科大学 |